# Holtorfer Moor
Das Holtorfer Moor ist ein Naturschutzgebiet in der niedersächsischen Gemeinde Steimbke in der Samtgemeinde Steimbke und der Gemeinde Heemsen in der Samtgemeinde Heemsen im Landkreis Nienburg/Weser.
Das Naturschutzgebiet mit dem Kennzeichen NSG HA 084 ist 160 Hektar groß. Es steht seit dem 16. Mai 1985 unter Naturschutz. Zuständige untere Naturschutzbehörde ist der Landkreis Nienburg/Weser.
Das Naturschutzgebiet liegt nordöstlich von Nienburg und nordwestlich von Steimbke am Nordrand einer Endmoräne. Es ist Teil des Lichtenmoores, an dessen Westrand es liegt. Das Moor weist neben ehemaligen Handtorfstichen auch noch ursprüngliche Hochmoorflächen auf. Die Flächen im Süden des Naturschutzgebietes wurden zu Grünland kultiviert. Diese Flächen, die überwiegend extensiv bewirtschaftet werden, besitzen insbesondere für Wiesenvögel eine größere Bedeutung. Der unkultivierte Bereich ist größtenteils mit Moorwald bestanden und kann sich durch Entkusselungs- und Wiedervernässungsmaßnahmen regenerieren.
Das Naturschutzgebiet wird vom Lichtenmoorgraben durchflossen, der über die Schwarze Riede zur Wölpe, einem Nebenfluss der Aller, entwässert.